# Nebo flavipes
Espèce
Synonymes
- Nebo hierichonticus pallidimanus Pocock, 1903

Nebo flavipes est une espèce de scorpions de la famille des Diplocentridae.

## Distribution
Cette espèce est endémique du Yémen.

## Description
L'holotype mesure 74,5 mm.
Les femelles décrites par Francke en 1980 mesurent 95,8 mm et 97,5 mm.

## Systématique et taxinomie
Nebo hierichonticus pallidimanus a été placée en synonymie par Francke en 1980.

## Publication originale
- Simon, 1882 : Viaggio ad Assab nel Mar Rosso, dei signori G. Doria ed O.Beccari con il R.Avviso "Esploratore" dal 16. Novembre 1879 al 26. Febbraio 1880. II. Étude sur les Arachnides de l'Yemen méridional. Annali del Museo Civico di Storia Naturale di Genova, vol. 18, p. 207-260 (texte intégral).